# Jacob Zallel Lauterbach
Pour les articles homonymes, voir Lauterbach.
Jacob Zallel Lauterbach est un intellectuel juif américain du XXe siècle (1873-1942), spécialisé dans la littérature midrashique et talmudique.
Membre de l'Hebrew Union College, il a également composé des responsa pour le mouvement américain du judaïsme réformé.
Il a acquis une certaine notoriété après la parution de son édition critique et sa traduction en anglais de la Mekhilta deRabbi Ishmael.

## Vie et travaux
Jacob Z. Lauterbach était d'abord et avant tout un talmudiste. Cependant il se familiarisa avec les techniques modernes de la critique scientifique, incluant la comparaison et le déchiffrage de manuscrits. Après avoir quitté son poste à l'Hebrew Union College, il continua à vivre au College et à avoir des contacts avec les étudiants.
Il fut l'auteur de plusieurs livres, dont l'édition anglaise en 3 volumes de la Mekilta, et fut un contributeur prolifique de la Jewish Encyclopedia pour laquelle il signa et cosigna 260 articles (listés sur le site web de la Jewish Encyclopedia). Il signa également 17 articles dans l'encyclopédie hébraïque Otzar Yisrael (listés dans l'ouvrage A bibliography of the writings of Jacob Z. Lauterbach de Walter E Rothman).
Parmi ses publications figurent :
- "The Talmud and Reform Judaism" (1911), American Israelite 58(18):p. 1.
- "The attitude of the Jew towards the non-Jew" (1921), C.C.A.R. Yearbook 31:186–233.
- "A significant controversy between the Sadducees and the Pharisees" (1927), H.U.C.A. 4:173–205.
- "Is it permissible to let a non-Jewish contractor, building a synagogue, work on the building on the Sabbath?" [A responsum] (1927), C.C.A.R. Yearbook 37:202–206.
- "Should one cover the head when participating in divine worship?" [A responsum] (1928), C.C.A.R. Yearbook 38:589–603.
- "Talmudic-rabbinic view on birth control" [A responsum] (1927), C.C.A.R. Yearbook 37:369–384.
- Mekilta de-Rabbi Ishmael: A Critical Edition on the Basis of the Manuscripts and Early Editions with an English Translation, Introduction, and Notes (1933)